# Judita Šega
Judita Šega, slovenska arhivistka in zgodovinarka, * 26. junij 1962.

## Življenje in delo
Judita Šega je diplomirala iz zgodovine. Je sodelavka Zgodovinskega arhiva v Ljubljani in vodja enote v Škofji Loki. Vseskozi objavlja strokovne članke v Loških razgledih in drugih spominskih zbornikih. Leta 2006 je za svoje delo prejela bronasti grb občine Škofja Loka.